# Translatio imperii
Translatio imperii (с лат. — «переход империи») — позднеантичная и средневековая европейская идея о переходе метафизического мирового царства из страны в страну.
В западной, европейской культуре у данной идеи два основных источника — сюжет «Энеиды» Вергилия о переносе Троянского царства в Италию (Рим — новая Троя), и фрагмент из Книги пророка Даниила о «четырех царствах», последовательно сменяющих друг друга в мировой истории, а также идея о «вечном» или точнее «тысячелетнем», «едином и неделимом» Христианском царстве, реально существовавшем государстве со столицами в Риме и Константинополе-Царьграде от царя Константина до царя Феодосия, осколки которого в дальнейшем пытались сохранить как на Западе так и на Востоке в том числе в виде Греческой империи, Франкского королевства, Священной Римской (Германской) империи, Русского царства, Российской империи и т. д.